# Aruba Dushi Tera

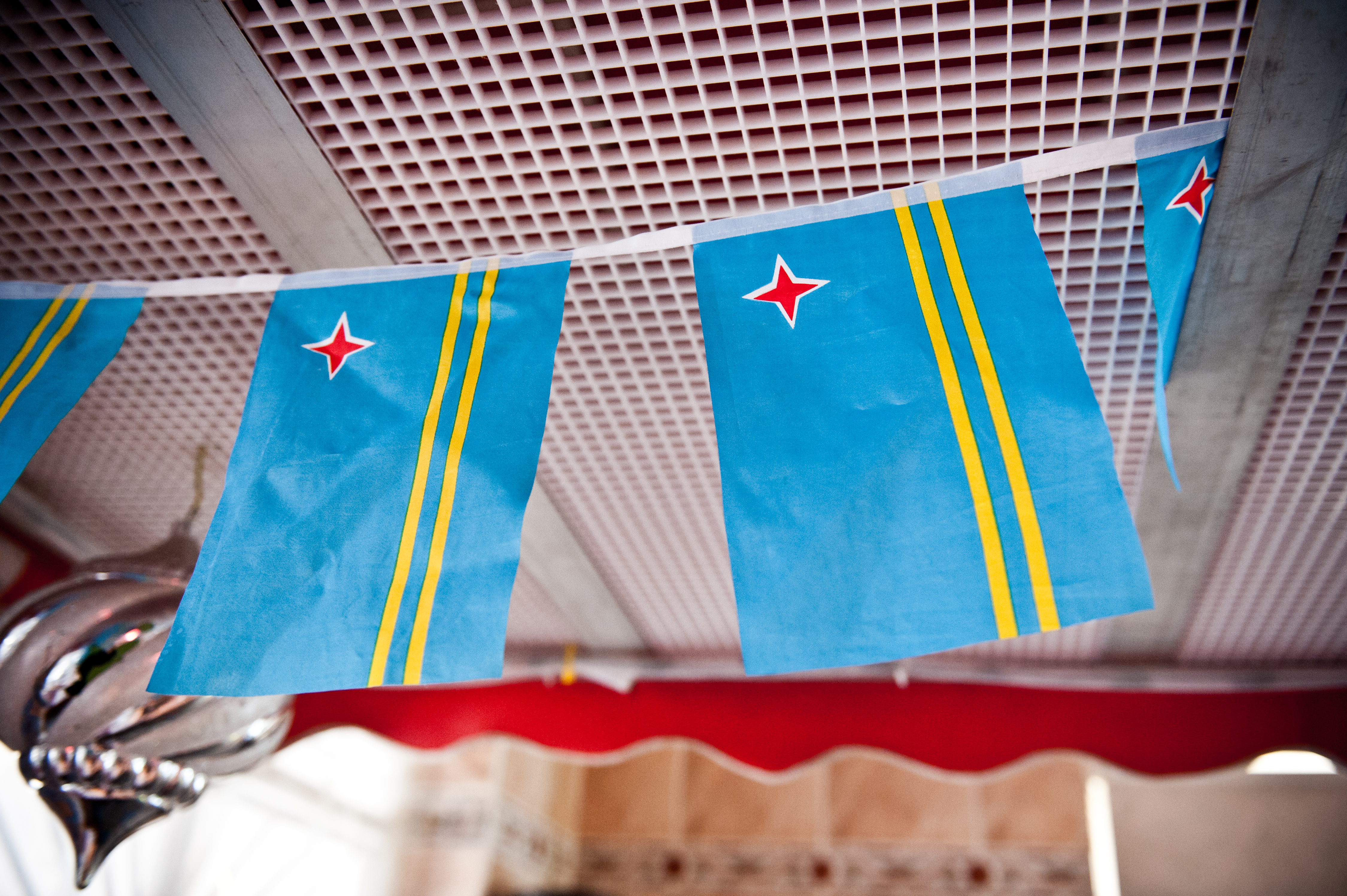
Aruba flags

Aruba Dushi Tera (Aruba Précieux Pays) est l'hymne national d'Aruba depuis le 18 mars 1976. 
Il a été écrit par Padu Lampe et composé par Rufo Wever. Il s'agit d'une valse dont les paroles sont en papiamento.

## Paroles
Aruba patria aprecia 

nos cuna venera

chikito y simpel bo por ta

pero si respeta.
Refrain: 

O, Aruba, dushi tera

nos baranca tan stima

nos amor p'abo t'asina grandi

cu n'tin nada pa kibre (répéter)
Bo playanan tan admira

cu palma tur dorna

bo escudo y bandera ta

orgullo di nos tur!
(refrain)
Grandeza di bo pueblo ta

su gran cordialidad

cu Dios por guia y conserva

su amor pa libertad!
(refrain)